# Bathilda Bagshot
Bathilda Bagshot je imaginarni lik iz Harryja Pottera. Ona je autorica "Povijesti magije".Ona je živjela u Godricovu Dolu. Poznata je povjesničarka magije .
Kada su Harry i Hermione došli u Godricov dol, pozvala ih je jedna žena. Bila je to Bathilda Bagshot. Došli su u njezinu kuću. Sve je smrdilo. Bathilda je pozvala samo Harryja da dođe u sobu. Kada su došli, Bathildi je iz vrata izašla Nagini (Voldemortova zmija) i mučila Harryja dok nije došao Voldemort. Zatim je došla Hermiona i apartirala se s Harryjem. Kasnije su saznali da je prava Bathilda umrla prije nekoliko mjeseci.